# أنو كاستريتشن (أهيا)
أنو كاستريتشن (Άνω Καστρίτσιον) هي مدينة في أهيا في مقاطعة كينتريكي إلادا في اليونان.
يبلغ عدد سكانها حوالي 1066 نسمة.